# VGA (роз'єм)
VGA (DE-15) — 15-контактний субмініатюрний аналоговий з'єднувач для під'єднання дисплеїв за стандартом відеоінтерфейсу VGA (англ. Video Graphics Array).
VGA розроблений в 1987 році і призначений для дисплеїв на електронно-променевих трубках. Також цим інтерфейсом оснащуються деякі програвачі DVD, багатоплазмові та РК-телевізори.
VGA передає сигнал через підрядник, при цьому зміна напруги означає зміну яскравості (напруга сигналу становить 0,7-1 В), для ЕПТ воно означає зміну інтенсивності променя електронних гармат кінескопа (і, відповідно, яскравість світлової плями на екрані).

## Розташування і призначення контактів 15-пінового з'єднувача

Схема роз'єму

Описується розташування і призначення 15-контактного з'єднувача VESA DDC2/E-DDC; нумерація в списку відповідає цифрам на ілюстрації з'єднувача-«мами» праворуч::
1. RED — червоний канал відео;
2. GREEN — зелений канал відео;
3. BLUE — синій канал відео;
4. ID2 / RES — раніше другий біт ID монітора, став зарезервований з появою E-DDC;
5. GND — земля горизонтальної синхронізації;
6. RED_RTN — земля червоного каналу;
7. GREEN_RTN — земля зеленого каналу;
8. BLUE_RTN — земля синього каналу;
9. KEY/PWR — раніше ключ (був відсутній контакт у виделці), зараз +5В постійного струму для E-DDC (вузли E-DDC працюють при вимкненому живленні дисплею);
10. GND — земля вертикальної синхронізації і DDC (Display Data Channel);
11. ID0 / RES — раніше нульовий біт ID дисплею, став зарезервований з появою E-DDC(Enhanced Display Data Channel);
12. ID1 / SDA — раніше перший біт ID дисплею, став використовуватися для I²C з появою DDC2;
13. HSync — горизонтальна синхронізація;
14. VSync — вертикальна синхронізація;
15. ID3 / SCL — раніше третій біт ID дисплею, лінія тактування I²C з появою DDC2.

## Використання роз'єму
До 2010-х років VGA застарів і активно витісняється цифровими інтерфейсами DVI, HDMI і DisplayPort. Найбільші виробники електроніки Intel і AMD оголосили про повну відмову від підтримки VGA в 2015 році. Більшість дисплеїв, які вже не мають з'єднувача VGA, під'єднуються до відеоадаптера з комбінованим DVI-I-виходом за допомогою перехідника, оскільки частина ліній з'єднувача DVI з метою сумісності є інтерфейсом VGA (за винятком формату DVI-D, в якому аналогові лінії відсутні).
З'єднувач VGA зайняв свою нішу в промисловій автоматизації та диспетчеризації. Цей з'єднувач найбільш популярний для під'єднання різних типів пристроїв за стандартом RS-485 і створення архітектури ModBus-протоколів.

## Відмова від з'єднувача
Дотепер практично всі виробники відеокарт і моніторів відмовилися від цього з'єднувача, що в разі несумісності і наявності тільки цифрових відеовиходів (присутній тільки HDMI, Display Port, DVI-D) і аналогового відеоінтерфейсу вимагає придбання перехідника-конвертера для підключення старого монітора до нової відеокарти. Однак з моменту виходу Windows 10 версії 1803 (завдяки змінам в WDDM(Windows Display Driver Model)), з'явилася можливість транслювати зображення з дискретної відеокарти на вбудовану графіку яка має даний роз'єм VGA, таким чином можна під'єднати старий VGA дисплей до виходу на системній платі і працювати одночасно з дискретною відеокартою, де цей відеовихід відсутній. Пункти для налаштування в Windows 10 такі: Параметри->Система->Дисплей->Налаштування графіки. Тут слід додати .exe додатки, які необхідно буде запускати на дискретній відеокарті і в разі потреби вказати додатки, які повинні працювати тільки на вбудованій графіці. Значення Енергозбереження — вбудована графіка і Висока продуктивність — дискретна відеокарта відповідно.

## Галерея

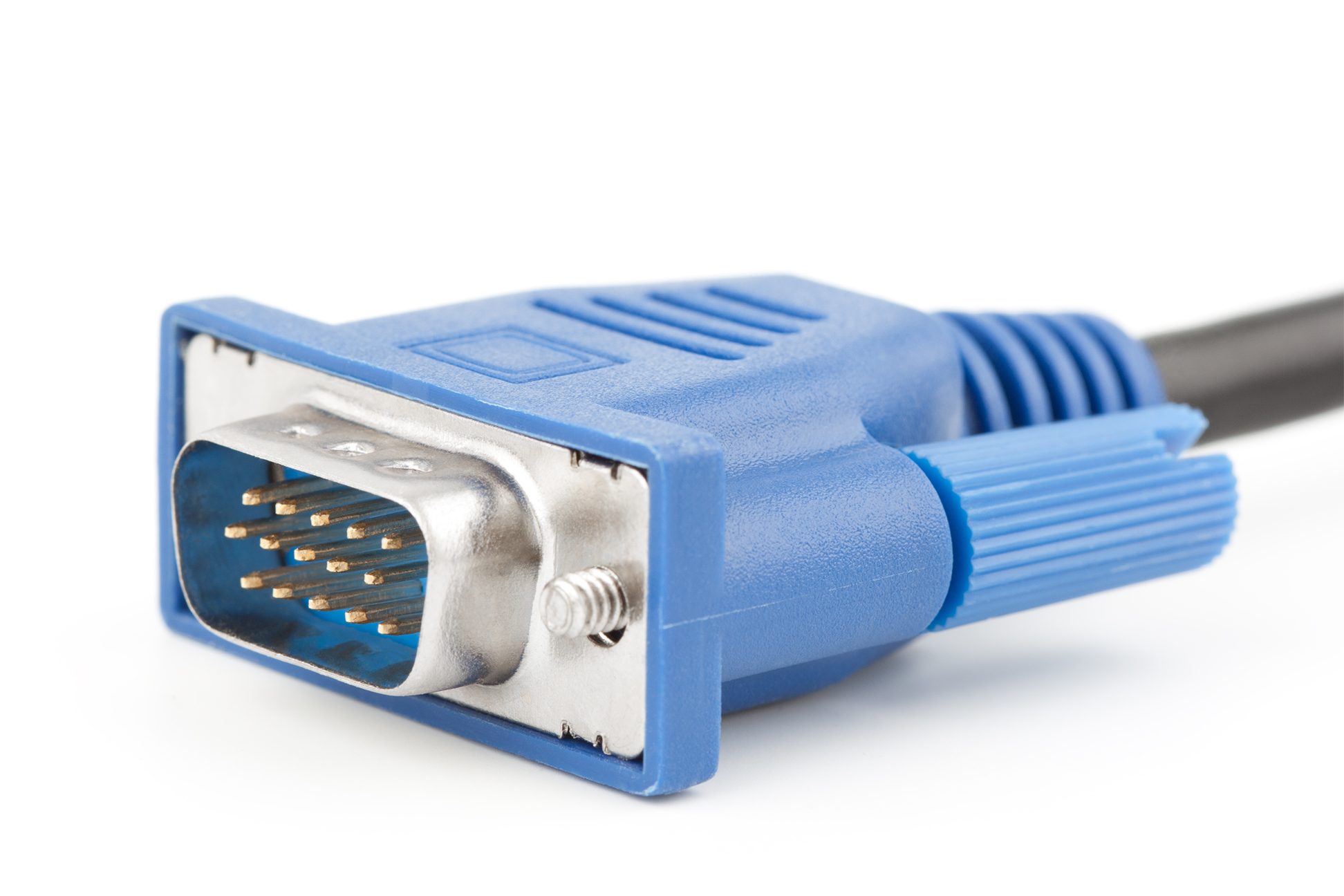
Роз'єм DE15M, він же VGA (D-Sub 15 або DB15HD - неофіційні назви) на кабелі, що використовується для передачі RGB-відеосигналу на монітор
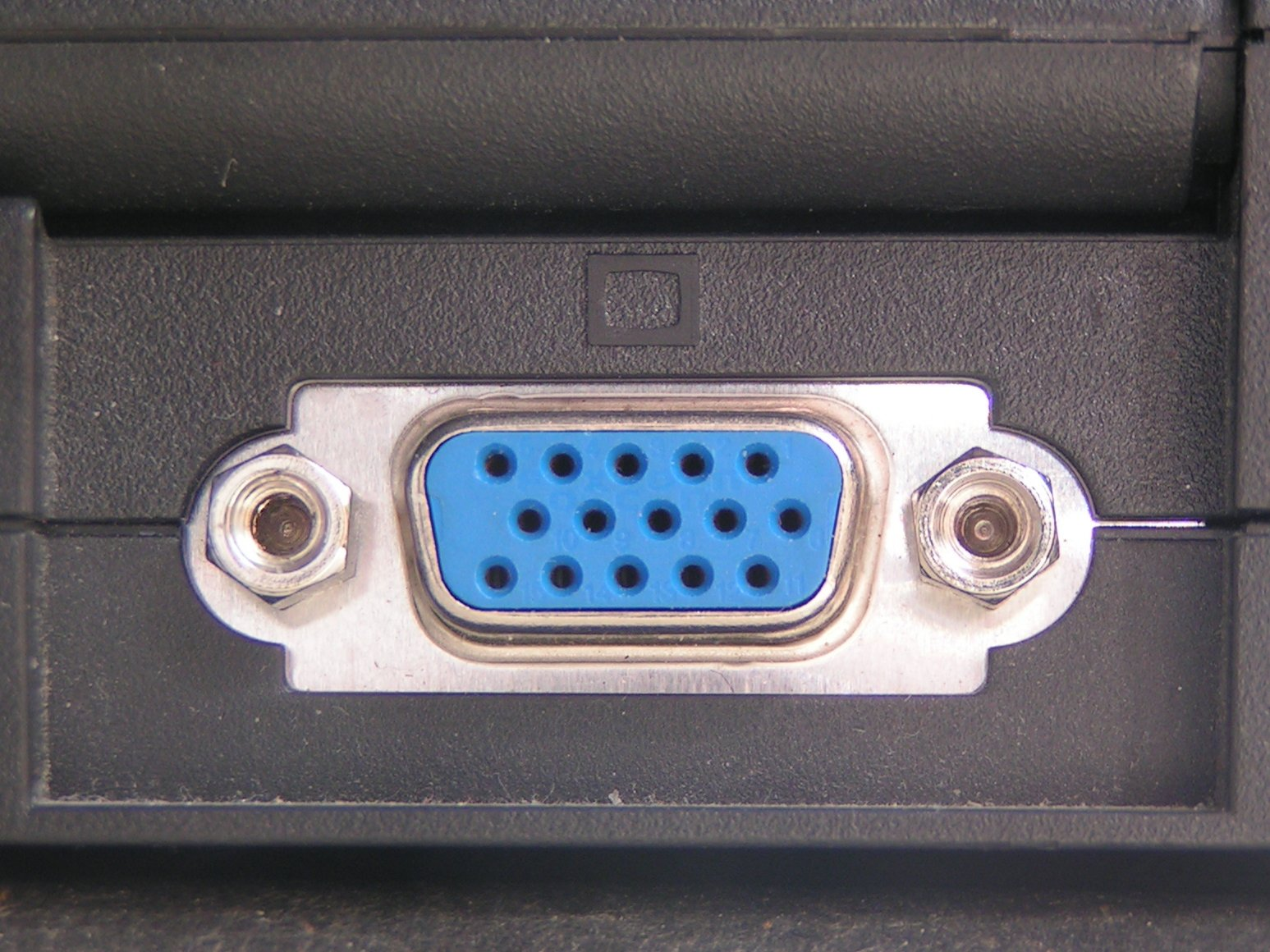
Вид розетки на пристрої
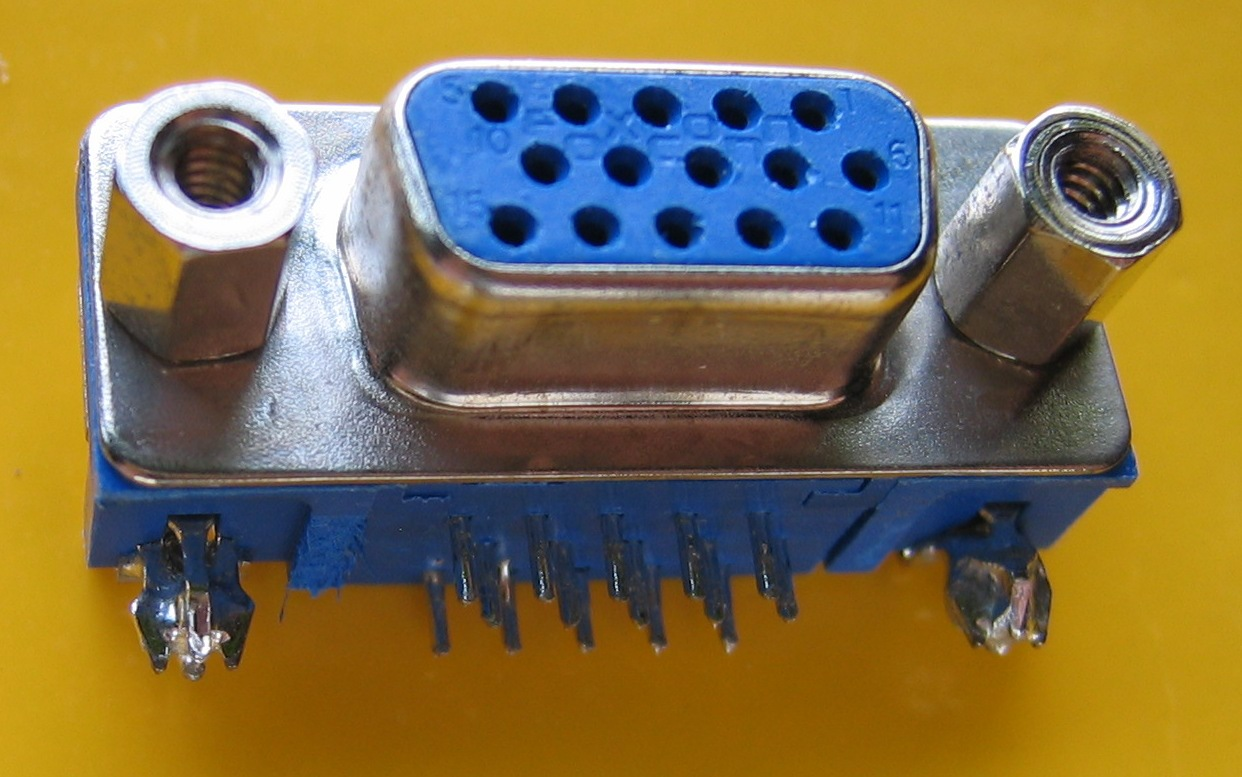
Розетка, що призначається для впаювання на плату
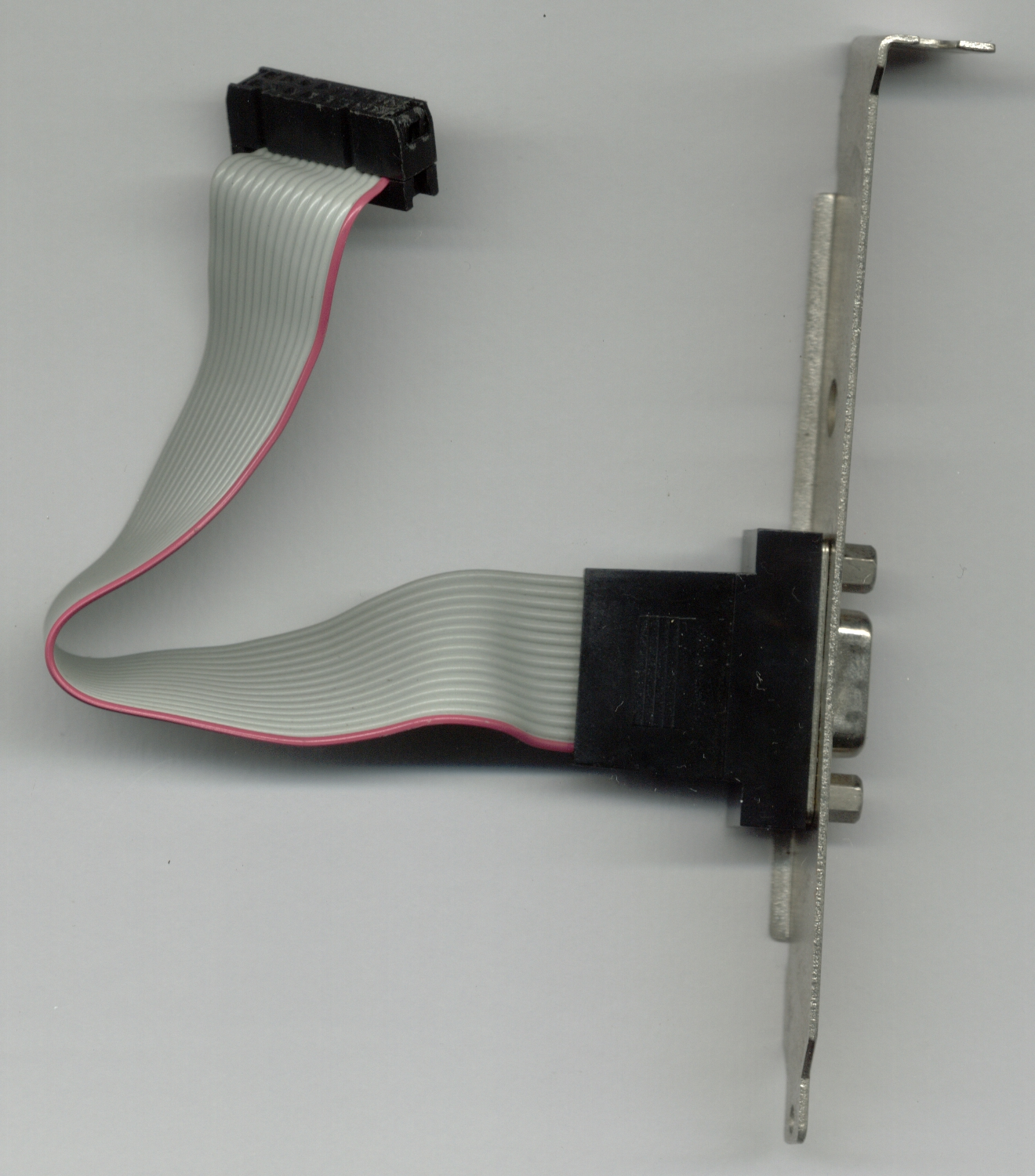
Може бути у вигляді розетки, що підключається.
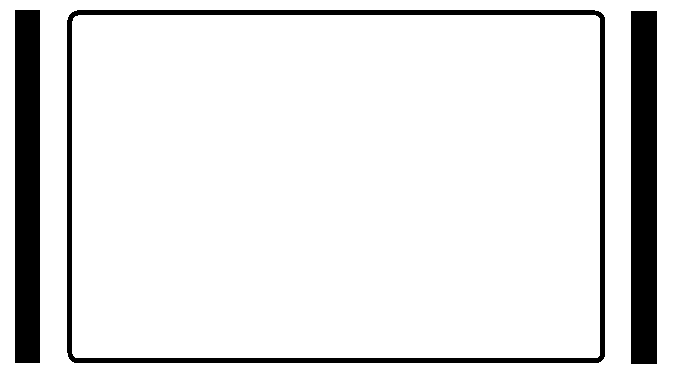
піктограма роз'єму
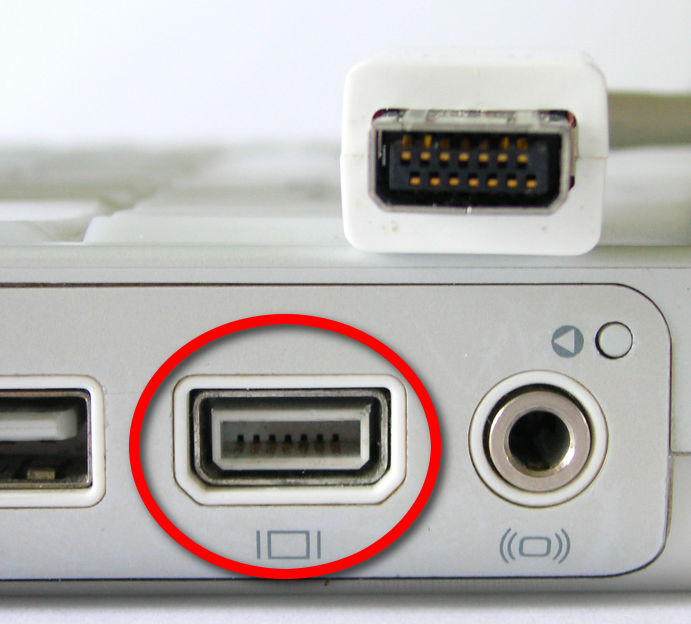
Порт з розеткою mini-VGA (відзначений на фото)
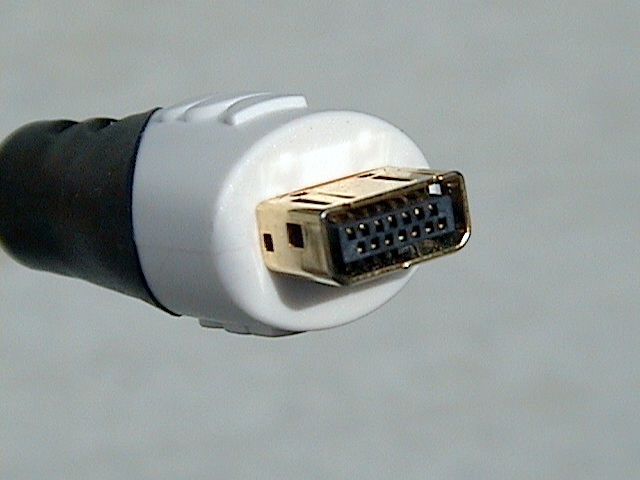
Кабель з роз'ємом mini-VGA
Розташування контактів в роз'ємі mini-VGA
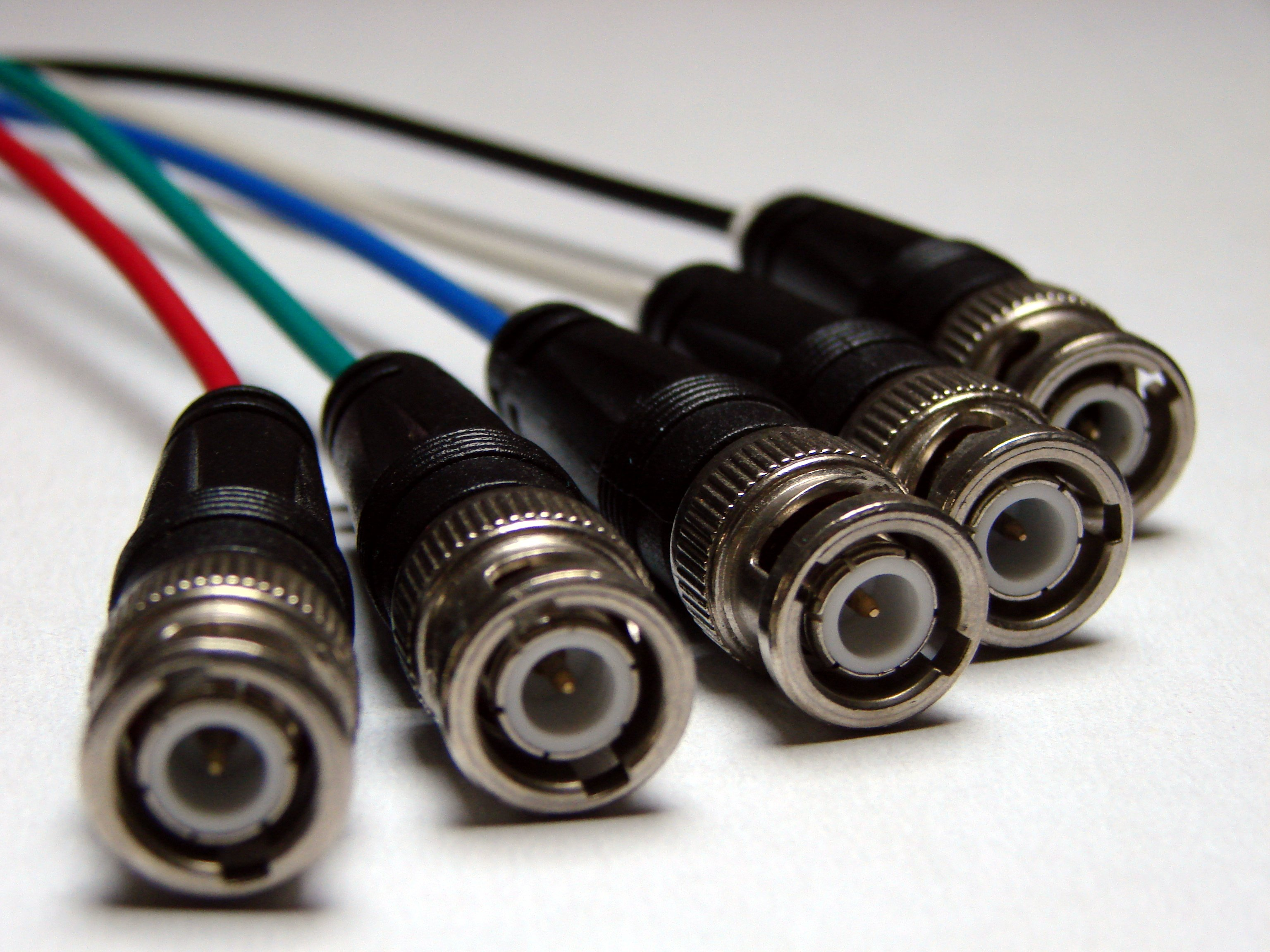
Роз'єм VGA із BNC-роз'ємами
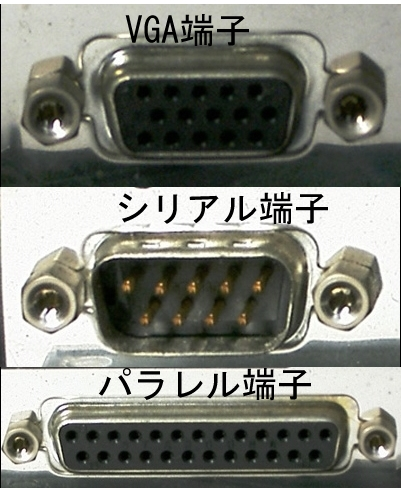
Перехід з 15-контактного роз'єму на 9 і 25 контактів